# Juncus dudleyi
Juncus dudleyi är en tågväxtart som beskrevs av Karl McKay Wiegand. Juncus dudleyi ingår i släktet tåg, och familjen tågväxter. Inga underarter finns listade i Catalogue of Life.